# Art Forum Ute Barth
Art Forum Ute Barth ist eine Schweizer Galerie für moderne und zeitgenössische Kunst mit Sitz in Zürich, gegründet 1995 von der Galeristin Ute Barth, die zuvor zehn Jahre in Auktionshäusern tätig war.
Art Forum Ute Barth ist vor allem auf Avantgarde-Kunst von den 1940er Jahren bis heute spezialisiert – vom Abstrakten Expressionismus der New York School bis hin zu jungen aufstrebenden europäischen und amerikanischen Künstlern. Die Galerie organisiert etwa acht Ausstellungen pro Jahr, davon vier Einzelausstellungen. Ausserdem wird ein Preis für Künstler unter 33 Jahren verliehen, der Young Art Award, um Künstlern am Anfang ihrer Karriere ein Netzwerk zu bieten, in dem sie ihre Werke präsentieren können.
Zu den ausgestellten Künstlern der Galerie gehören: Not Vital, Dieter Kränzlein, Eberhard Ross, Judith Trepp, Meike Entenmann, Hans Thomann, Sarah Plimpton, Marie von Heyl, Patrizia Kränzlein und Maja Malmcrona.
2011 stellte der Schweizer Künstler Not Vital seinen siegreichen Wettbewerbsvorschlag The No Problem Sculpture im Art Forum Ute Barth aus. Bei der Skulptur handelt es sich um einen archaisch anmutenden Betonblock in Zürich-West.
2023 beteiligte sich das Art Forum Ute Barth an der Kunstmesse Art Salon Zürich mit Werken der Künstler Dieter Kränzlein, Eberhard Ross, Maja Malmcrona, Mahroo Movahedi, Patrizia Kränzlein und Anna Handick.
Die Galerie befindet sich in einem historischen Holzhaus aus dem 17. Jahrhundert im Zürcher Seefeldquartier.